# Winfried Garscha
Winfried R. Garscha (* 4. Mai 1952 in Linz) ist ein österreichischer Historiker.
Garscha studierte nach der Reifeprüfung 1972 am Gymnasium Krems an der Donau Geschichte, Slawistik und Germanistik an der Universität Wien und wurde 1983 bei Erika Weinzierl über „Kontinuität und Wandel deutscher Anschlußpropaganda und Angleichungsbemühungen vor und nach der nationalsozialistischen ‚Machtergreifung‘“ zum Dr. phil. promoviert. 1993/94 absolvierte er den Ausbildungskurs der Österreichischen Nationalbibliothek und der Österreichischen Gesellschaft für Dokumentation und Information für Dokumentare im nicht-öffentlichen Bereich. Er hatte an verschiedenen Universitäten Lehraufträge inne.
Von 1988 bis zu seiner Pensionierung 2018 war er als wissenschaftlicher Mitarbeiter am Dokumentationsarchiv des österreichischen Widerstandes (DÖW) in Wien beschäftigt. Neben Tätigkeiten im Archiv hatte er die Leitung von Forschungsprojekten inne, wobei er sich unter anderem mit dem Umgang der österreichischen Nachkriegsgesellschaft mit NS-Verbrechen und deren justizielle Ahndung beschäftigt hat. Ein weiterer Schwerpunkt seiner Forschung sind die Geschichte der KPÖ und die Arbeiterbewegung in der Ersten Republik; ein Thema, zu welchem er die Bücher Wien 1927. Menetekel für die Republik (1987) und Februar 1934 in Österreich (1984) publiziert hat. Er ist Co-Autor vieler Beiträge in Zeitschriften und Sammelbänden und Mitherausgeber des Buches Keine „Abrechnung“. NS-Verbrechen, Justiz und Gesellschaft in Europa nach 1945 (in Zusammenarbeit mit Claudia Kuretsidis-Haider). Weiters ist er wissenschaftlicher Co-Leiter der „Zentralen österreichischen Forschungsstelle Nachkriegsjustiz“.
1990 wurde er mit dem Victor-Adler-Staatspreis für Geschichte sozialer Bewegungen und 2002 mit dem Willy und Helga Verkauf-Verlon Preis des Dokumentationsarchivs des österreichischen Widerstandes ausgezeichnet. 2017 wurde ihm das Ehrenkreuz für Wissenschaft und Kunst I. Klasse verliehen. Er ist Mitglied des Vorstands der Alfred Klahr Gesellschaft.